# Consonant tènue
En lingüística, una consonant tènue és una obstruent, o sigui sorda, no aspirada, no palatizada i no glotalizada. És a dir, té la fonació «simple» de [p, t, ts, tʃ, k], amb un temps d'atac de la sonoritat proper a zero, com a la p, t, ch, k, de l'espanyol o p, t, k de l'anglès després de s (spy, sty, sky).
Per a la major part de les llengües, la distinció sols és rellevant per a oclusives i africades. Moltes llengües tenen, tanmateix, sèries anàlogues a les fricatives: el mazahua, per exemple, té les fricatives ejectives, aspirades i sonores /sʼ sʰ z/ junt amb la tènue /s/, i en paral·lel a les oclusives /ɗ tʼ tʰ d/ junt amb la tènue /t/.

## Transcripció
En la transcripció, normalment les consonants tènues no es marquen explícitament, i les consonants que s'escriuen amb lletres de l'Alfabet Fonètic Internacional (AFI) sordes com ara p, t, ts, tʃ, k generalment se suposen no aspirades i no glotalitzades, tret que s'indiqui el contrari. Així i tot, l'aspiració es deixa sovint sense transcripció quan no s'ha de fer cap contrast (per exemple, a l'anglès), i per tractar això hi ha un diacrític explícit per a la manca d'aspiració a les extensions de l'AFI, un superíndex signe d'igual: p˭, t˭, ts˭, tʃ˭, k˭. Això es pot veure en algunes descripcions fonètiques de llengües.
En Unicode, el símbol es codifica com U+02ED ˭ modificador de lletra no aspirada (HTML &#749;).

## Nom
El terme tènue prové de la traducció llatina de la gramàtica del grec clàssic, que diferenciava tres sèries de consonants, les sonores β δ γ /b d ɡ/, aspiradaes φ θ χ /pʰ tʰ kʰ/, i tènues π τ κ /p˭ t˭ k˭/. Aquestes tres sèries tenen anàlegs en moltes altres llengües. El terme s'usava àmpliament a la filologia del segle xix, però es va abandonar al segle xx. Les paraules de reemplaçament comunes, tanmateix, com ara «simple», «no sonora» i «no aspirada» són ambigües: a part de l'oclusiva alveolar tènue [t˭], les oclusives aspirades i ejectives [tʰ] i [tʼ] són sordes, les oclusives sonores i ejectives [d] i [tʼ] són no aspirades, i, en el context adequat, totes quatre s'anomemen «simples», com l'oclusiva alveolar nasal [n].